# Nvidia
Nvidia Corporation — американський виробник графічних процесорів, відеоадаптерів під торговими марками Riva TNT та GeForce, мультимедійних та комунікаційних пристроїв для ПК та ігрових консолей, на кшталт Sony PlayStation 3 та Xbox.
Штаб-квартира корпорації знаходиться у місті Санта-Клара, що в штаті Каліфорнія, США.
Основний конкурент — компанія AMD.

## Історія
- 1993 рік — Джен-Хсун Хуанг, Кьортіс Прем та Кріс Малаховскі заснували компанію
- 1995 рік — випуск NV1 — першого продукту компанії
- 1998 рік — компанія переїжджає до Санта-Клари
- 1999 рік:
  - показано NVIDIA Quadro — перший у світі GPU для робочих станцій
  - у січні компанія провела IPO на біржі Nasdaq
- 2000 рік:
  - компанія купила більшу частину збанкрутілої 3dfx Interactive
  - Microsoft обрала NVIDIA постачальником графічних процесорів для своєї ігрової консолі Xbox
- 2001 рік — акції компанії були поміщені в базу розрахунку біржового індексу S&P 500.
- 2002 рік:
  - випуск GeForce 4
  - за увесь час існування компанія продала більш ніж 100 мільйонів процесорів
- 2003 рік — придбала Media Q — чільного постачальника графічних та мультимедійних технологій для бездротових пристроїв
- 2004 рік — поставка 300-мільйонного процесора
- 2006 рік — випуск NVIDIA GeForce 8800 — першої у світі відеокарти з підтримкою DirectX 10
- 2007 рік — представлена технологія CUDA для відеокарт GeForce 8 Series, Nvidia Quadro і Tesla
- 2008 рік — у лютому була придбана компанія Ageia Technologies — розробник фізичного рушія PhysX
- 2018 рік — дослідники відділу штучного інтелекту компанії NVidia реалізували таку можливість, при якій робот може навчитися виконанню будь-якої роботи, просто спостерігаючи за людиною, що виконує цю ж саму роботу. Вони створили систему, яка після нетривалих доробок і випробувань вже може бути використана для управління універсальними роботами наступних поколінь[45].
- 2020 рік: Nvidia оголосила про купівлю ARM Holdings.

## Графічні процесори

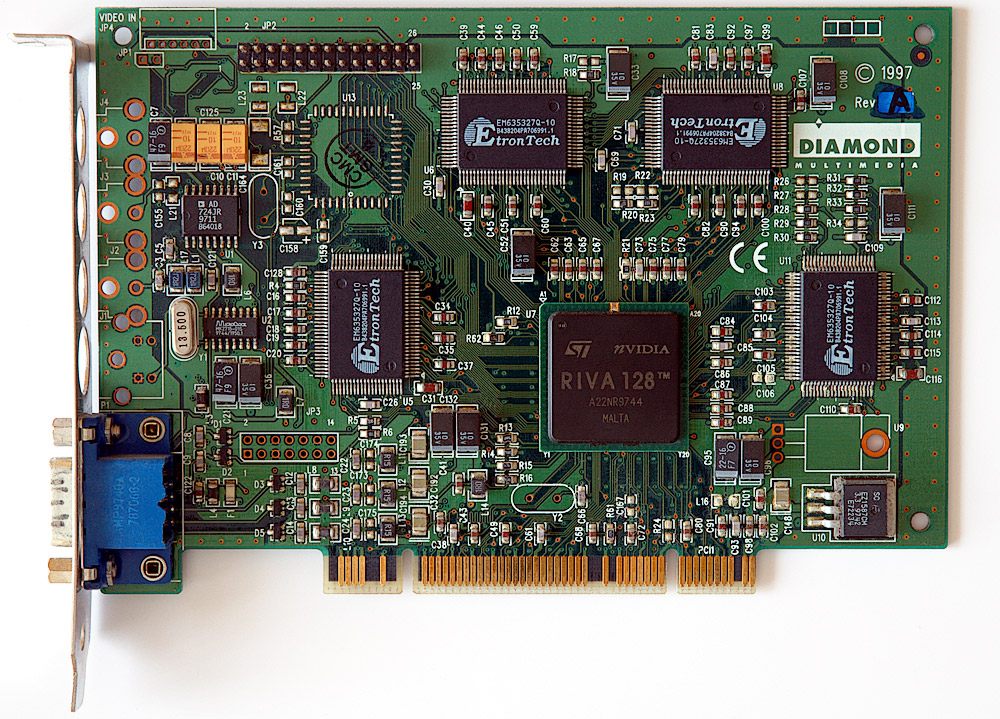
RIVA 128

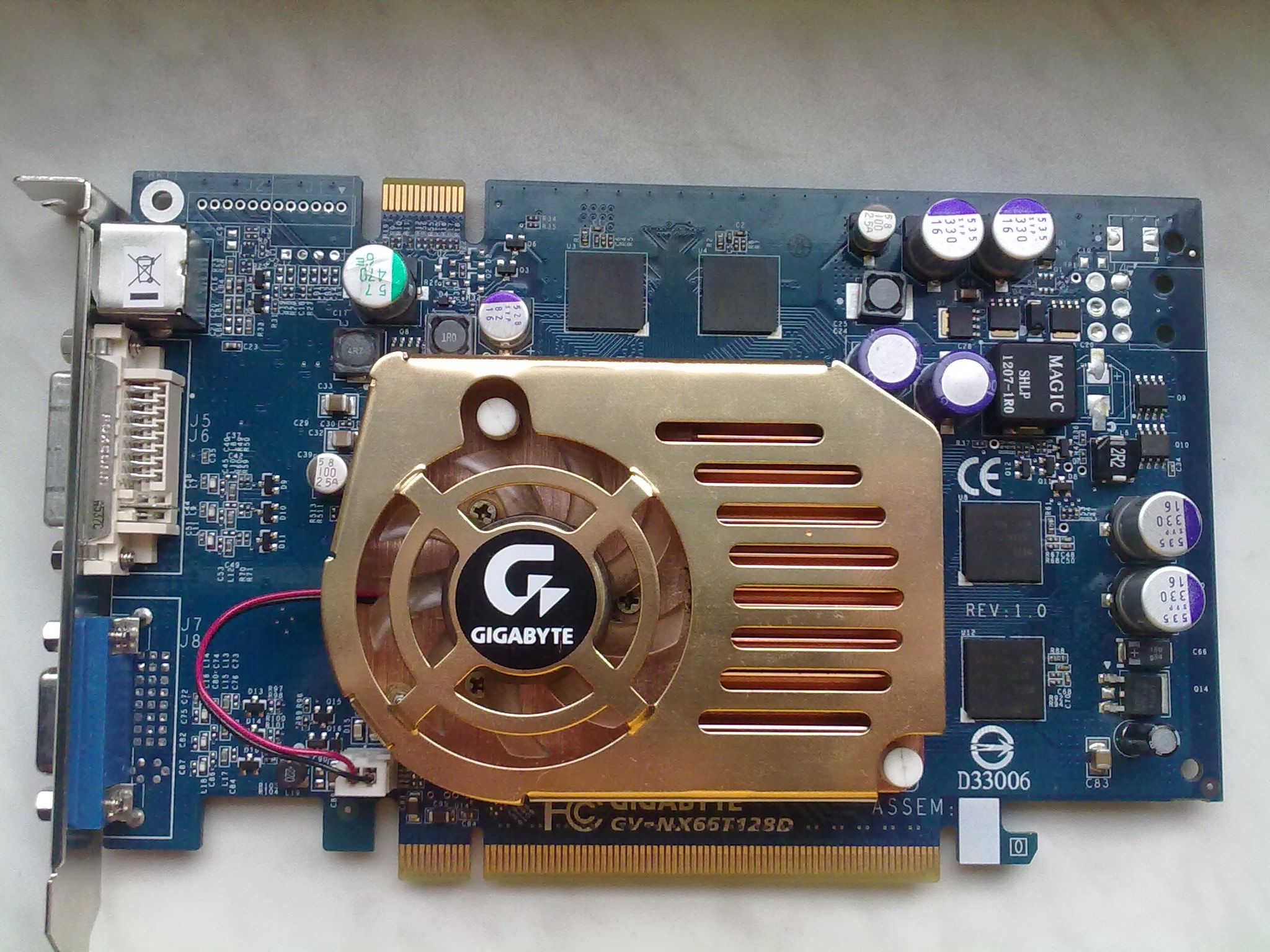
nVidia GeForce 6600GT (виробник Gigabyte)

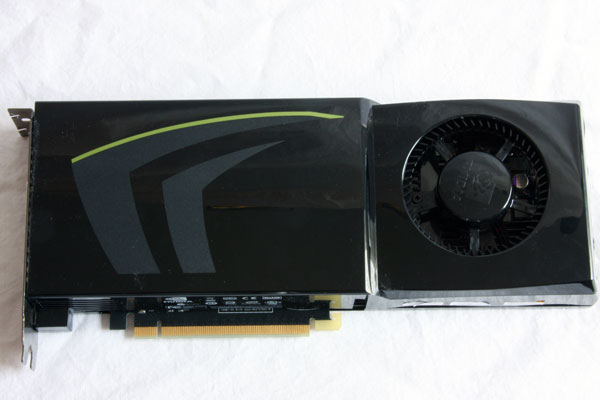
GeForce GTX 280 (виробник nVidia)

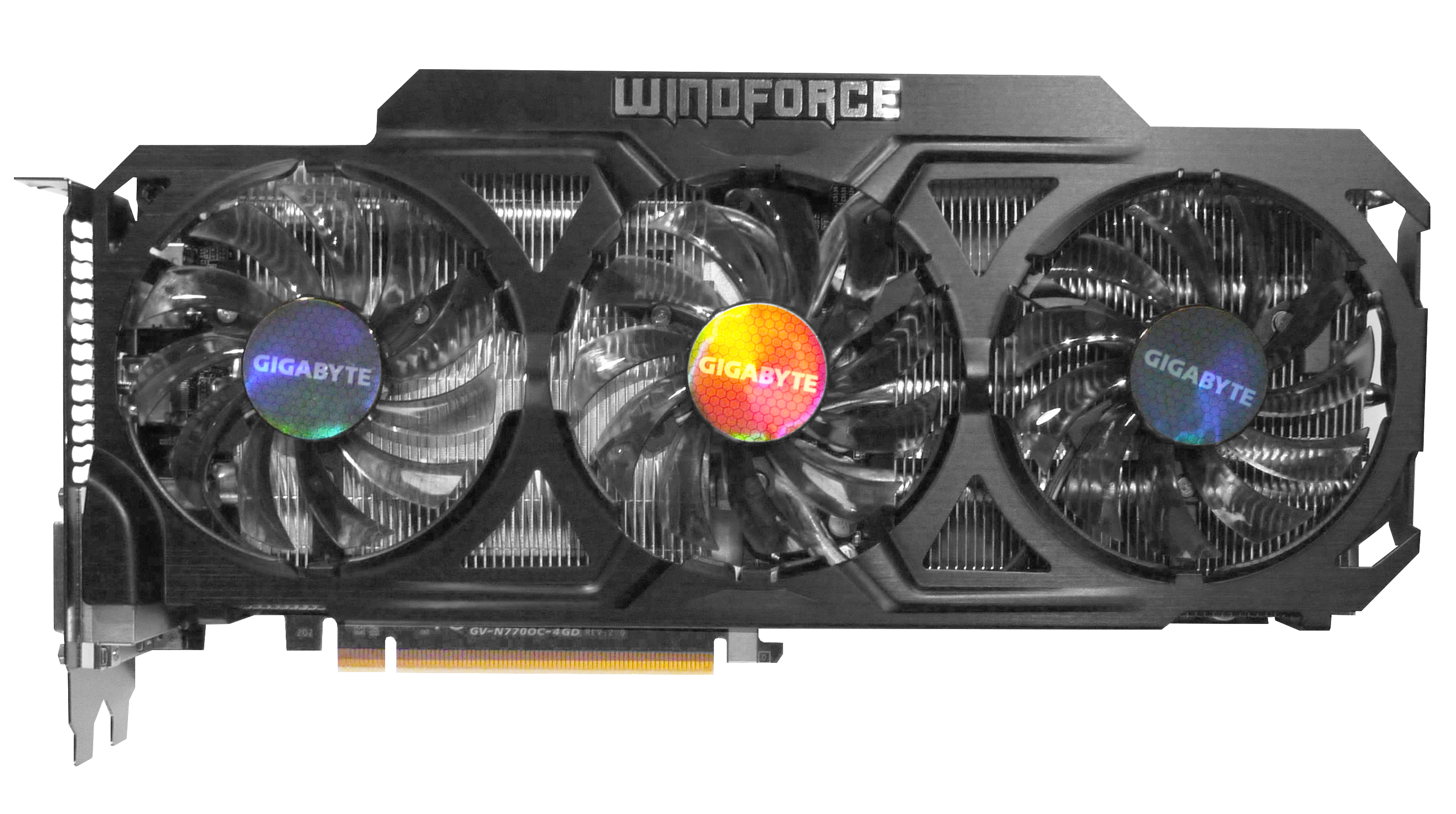
nVidia GeForce GTX 770 (виробник Gigabyte)

- NV1[en] — перша відеокарта від NVIDIA.
- RIVA 128 и RIVA 128ZX — підтримує DirectX 5 і OpenGL 1. Перша відеокарта від NVIDIA, що була сумісна з DirectX.RIVA 128
- RIVA TNT, RIVA TNT2 — підтримує DirectX 6 і OpenGL 1. Ця серія зробила NVIDIA лідером ринку.
- NVIDIA GeForce (Рішення для гравців та користувачів домашніх комп'ютерів)
  - GeForce 256 — підтримує DirectX 7, OpenGL 1.
  - GeForce 2 — підтримує DirectX 7 и OpenGL 1.
  - GeForce 3 — підтримує DirectX 8.0 и OpenGL 1.5.
  - GeForce 4 — підтримує DirectX 8.1 (частково), OpenGL 1.5.
  - GeForce FX series — підтримує DirectX 9, OpenGL 1.5.
  - GeForce 6 Series — підтримує DirectX 9.0c, OpenGL 2.0. nVidia GeForce 6600GT (виробник Gigabyte)
  - GeForce 7 Series — підтримує DirectX 9.0c, OpenGL 2.0.
  - GeForce 8 Series — підтримує DirectX 10.0, OpenGL 2.0.
  - GeForce 9 Series — підтримує DirectX 10.0, OpenGL 2.0.
  - GeForce 200 Series — підтримує DirectX 10.0, OpenGL 2.1.GeForce GTX 280 (виробник nVidia)
  - GeForce 300 Series — підтримує DirectX 11.0, OpenGL 3.0.
  - GeForce 400 — підтримує Direct3D 11, OpenGL 4.1.
  - GeForce 500 — підтримує Direct3D 11, OpenGL 4.1.
  - GeForce 600 — підтримує Direct3D 11.1, OpenGL 4.2.
  - GeForce 700 — підтримує Direct3D 11.1, OpenGL 4.3.nVidia GeForce GTX 770 (виробник  Gigabyte)
  - GeForce 800 — підтримує Direct3D 11.2, OpenGL 4.3.
  - GeForce 900 — підтримує Direct3D 12.0, OpenGL 4.3.
  - GeForce 10 — підтримує Direct3D 12.1, OpenGL 4.6, Vulkan 1.1.
  - GeForce 20 — підтримує Direct3D 12.1, OpenGL 4.6, Vulkan 1.2.
  - GeForce 30 —  на основі нової архітектури Ampere. Ampere - це архітектура NVIDIA RTX другого покоління з новими ядрами RT, тензорними ядрами і потокових мультипроцесорів. Виробник заявляє, що ця технологія має забезпечити максимально реалістичні ефекти трасування променів і передові можливості на базі штучного інтелекту.  У продажі із 17 вересня 2020 року[46].
  - GeForce 40 — підтримує Direct3D 12.2, OpenGL 4.6, Vulkan 1.3.
- NVIDIA GoForce — для смартофонів і планшетів.
- NVIDIA Quadro (Рішення для професіоналів, котрі працюють з 2D і 3D редакторами/пакетами прикладних програм) апаратна підтримка OpenGL і DirectX
  - Quadro FX 370, Quadro FX570, Quadro FX 1700, Quadro FX 3700, Quadro FX 4600, Quadro FX 5600, Quadro FX 4700X2
  - Quadro NVS 290 PCIE 1X и 16X, Quadro NVS 440 PCIE 1X и 16X
  - Quadro Plex Модель II (на 2x Quadro FX 4500X2), Модель IV (на 2x Quadro FX 5600), Модель S4 (сервер на 4x Quadro FX5600)

NVidia Tesla — для кластерних обчислень із одинарною та подвійною точністю.

## Показники діяльності

### 2023
В серпні компанія NVIDIA відзвітувала про свої результати у II кварталі 2023 фінансового року та повідомила про подвоєння доходу завдяки продажам чипів для штучного інтелекту. За останні три місяці компанія заробила $13,6 млрд, що перевищило очікування аналітиків. Також це випередило результати минулого року на 170 %. Раніше експерти прогнозували дохід у II кварталі на рівні $11,22 млрд. Чистий прибуток NVIDIA за GAAP становив $6,18 млрд у порівнянні з $656 млн за аналогічний період минулого року, що є дев’ятикратним зростанням. У минулому кварталі цей показник становив $2,04 млрд. Найбільш прибутковим виявися підрозділ центрів оброблення даних. Його дохід становив $10,32 млрд, що на 141 % більше, ніж у попередньому кварталі, і на 171 % більше, ніж рік тому. Саме цей підрозділ виробляє чипи для ШІ. Колишній флагманський ігровий підрозділ теж зростає. Його дохід у другому кварталі становив $2,49 млрд, що на 22 % більше, ніж торік.
На наступний квартал NVIDIA прогнозує дохід у розмірі $16 млрд плюс-мінус 2 %. Після публікації звіту акції компанії на премаркеті зросли на 7,91 %. Це дозволяє NVIDIA закріпитися у так званому клубі трильйонерів, у який вона потрапила після публікації звіту за попередній квартал.
В листопаді компанія NVIDIA повідомила про значне зростання свого чистого прибутку на понад 13 разів у III кварталі фінансового року 2023. Компанія зазначила, що виручка підвищилася більше ніж утричі, до рекордного показника в її історії. Згідно з пресрелізом NVIDIA, чистий прибуток за квартал, що завершився 31 жовтня, склав $9,2 млрд, або $3,71 на акцію, порівняно з $680 млн, або 27 центами на акцію, за відповідний період попереднього року. За даними аналітиків, середні очікувані значення скоригованого прибутку компанії становили $3,37 на акцію при виручці, як і очікувалося, в $16,2 млрд.

### 2024
З початку року, за інформацією Reuters, акції Nvidia зросли на третину завдяки серії звітів технологічних компаній, які переконали інвесторів у значущості розвитку галузі штучного інтелекту, в якій компанія є провідним постачальником прискорювачів. Лише за січень поточного  року капіталізація NVIDIA збільшилася на рекордні $297 млрд, перевищивши $1,5 трлн.
22 лютого, після виходу фінансового звіту компанії, її капіталізація зросла на $277 млрд, що стало найбільшим в історії денним зростанням на Нью-Йоркській біржі.
1 березня, компанія Nvidia досягла історичної позначки, вперше перевищивши ринкову вартість своїх акцій у $2 трлн.
У квітні, згідно повідомлення Reuters, Китай нібито через тендери придбав заборонені чіпи Nvidia та сервери від Super Micro і Dell.
У червні, Федеральна торгова комісія (FTC) та Міністерство юстиції (DOJ), розпочали антимонопольні розслідування щодо Nvidia, Microsoft та OpenAI, зосереджуючись на їхньому впливі в індустрії штучного інтелекту. FTC очолила розслідування щодо Microsoft та OpenAI, тоді як DOJ займалась Nvidia. Розслідування були зосереджені на поведінці компаній, а не на злиттях. Цей розвиток подій відбувся після відкритого листа від співробітників OpenAI, які висловили занепокоєння швидкими досягненнями у сфері штучного інтелекту та відсутністю нагляду.
10 червня, Nvidia, яка була третьою за вартістю компанією у S&P 500, здійснила дроблення акцій 10 до 1. Цей крок збільшив доступність акцій для інвесторів та відбувся після значного зростання вартості компанії, викликаного зростаючим попитом на її напівпровідники, орієнтовані на штучний інтелект. Виторг компанії зріс втричі у найостаннішому фінансовому кварталі порівняно з попереднім роком, досягнувши $26 млрд, з прогнозами на 2025 рік, що наближаються до $117 млрд. Чистий маржинальний дохід Nvidia у 53,4 % свідчить про високу прибутковість у технологічному секторі.
25 жовтня, Nvidia тимчасово перевершила Apple Inc., ставши найдорожчою компанією у світі з ринковою капіталізацією $3,53 трлн на тлі високого попиту на AI-чипи.
За підсумками року, Nvidia стала світовим лідером із приросту ринкової вартості у 2024 році, піднявши свою капіталізацію до $3,28 трлн.